# 안필화
안필화(安筆花, 1938년 11월 24일 - )는 일본 국적의 조선민주주의인민공화국사람이다. 도쿄도 가쓰시카구에서 태어났으며 일본 이름은 히라시마 후데코(平島筆子, ひらしまふでこ)이다. 1959년 12월 귀국 사업으로 재일 조선인 남편과 함께 북조선으로 귀국했다. 2003년 1월에 일본을 방문했다.